# Grafschaft Wiesensteig
Die Reichsgrafschaft Wiesensteig (auch Herrschaft Wiesensteig, Grafschaft Helfenstein oder Grafschaft Helfenstein-Wiesensteig) war ein bis zum Jahr 1804 bestehendes reichsunmittelbares Kleinstterritorium des Heiligen Römischen Reichs um Wiesensteig im heutigen Landkreis Göppingen (Regierungsbezirk Stuttgart) in Baden-Württemberg.

## Geschichte
Wiesensteig wird erstmals 861 in einer Urkunde erwähnt, als dort das Benediktinerkloster Wiesensteig gegründet wurde, aus dem 1103 ein Chorherrenstift entstand, das bis zur Säkularisation 1803 bestand. Die Siedlungsspuren reichen jedoch bis in die Steinzeit zurück.
Wiesensteig unterstand ursprünglich Herzögen von Teck, seit dem 12. Jahrhundert den Grafen von Helfenstein. Der Familienstamm teilte sich 1356 unter Ulrich V. dem Älteren in die Linie Helfenstein-Wiesensteig und seinem Vetter Ulrich VI. dem Jüngeren in die Linie Helfenstein-Blaubeuren. Das Stadtrecht besitzt der Ort Wiesensteig seit dieser Zeit. Seit 1512 war die Herrschaft Wiesensteig innerhalb des Heiligen Römischen Reiches dem Schwäbischen Reichskreis zugeordnet. Wiesensteig hatte Sitz und Stimme im schwäbischen Reichsgrafenkollegium und beim Schwäbischen Reichskreis.

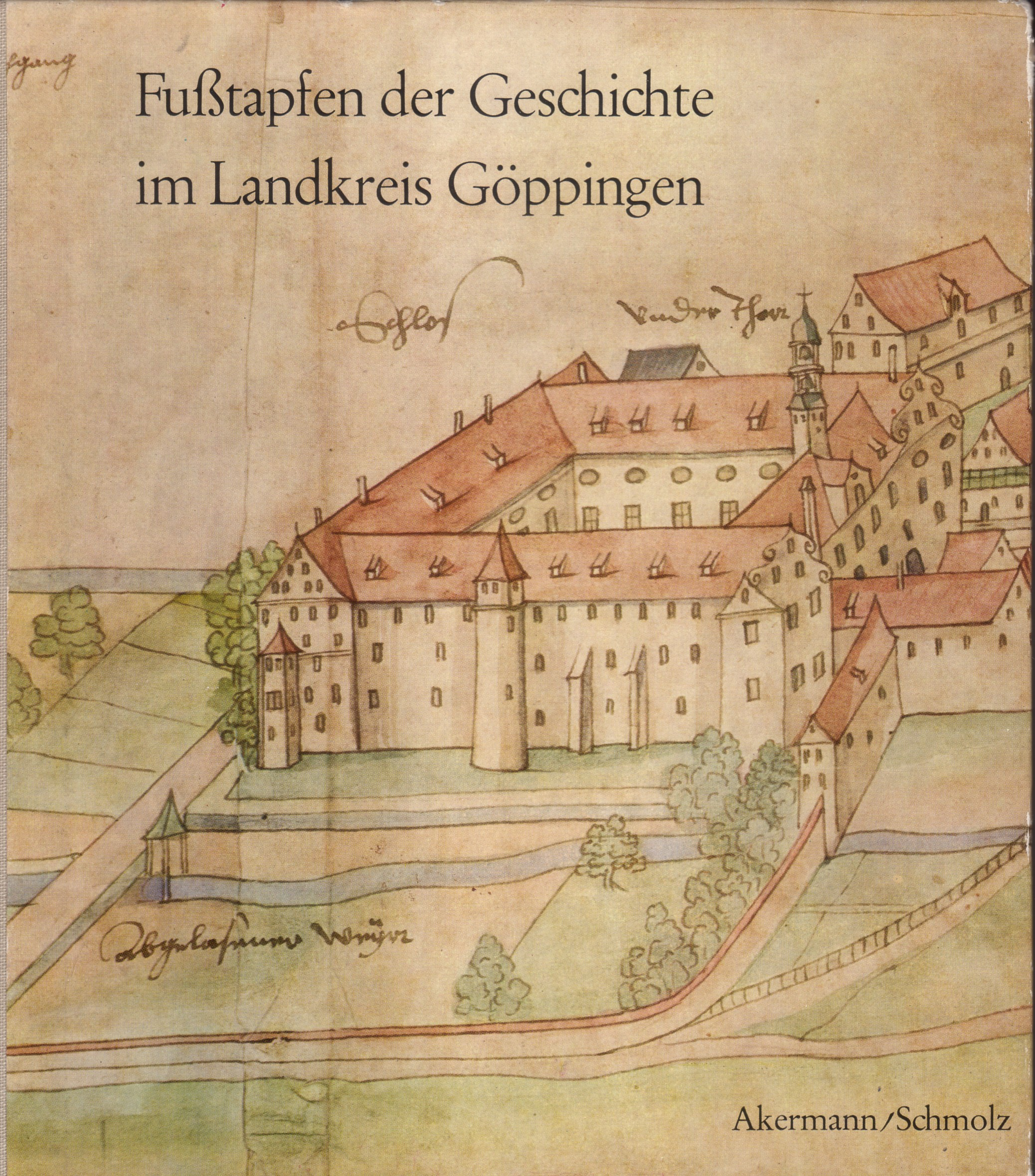
Schloss Wiesensteig im 16. Jahrhundert, Titelblatt einer kreisgeschichtlichen Quellensammlung von 1964

Im Jahr 1516 wurde das Schloss Wiesensteig neuer Sitz der Helfensteiner, die ihren ursprünglichen Sitz in Geislingen an der Steige 1396 an Ulm verloren und ihren Hauptwohnsitz auf die Hiltenburg im Oberen Filstal verlegt hatten. Diese wurde aber 1516 durch Herzog Ulrich von Württemberg zerstört. 1546 hatten die Helfensteiner noch die Herrschaft Gundelfingen mit Hayingen und Neufra und 1594 die Herrschaft Meßkirch und die Burgen Wildenstein und Falkenstein erworben.
Der ab 1548 regierende Graf Ulrich XVII. von Helfenstein (1524–1570) und sein Bruder Sebastian († 1564) führten 1555 das lutherische Bekenntnis in Wiesensteig ein. Ab 1562 (bis 1611) wurden in der Herrschaft Wiesensteig mindestens 111 Frauen und ein Mann im Rahmen der Hexenverfolgung als „Hexen und Unholde“ hingerichtet. 1567 kehrte Graf Ulrich XVII. zum katholischen Bekenntnis zurück und vollzog eine Gegenreformation. Ulrich XVII. hatte auch den Bau eines neuen vierflügeligen Schlosses in Wiesensteig geplant, der 1551 bis 1555 ausgeführt wurde.
Mit dem Ableben des letzten Helfensteiner Grafen Rudolph III. am 20. September 1627 ging die Herrschaft Wiesensteig zu je einem Drittel, durch die Erbschaft der drei Erbtöchter, an das fürstliche Haus Fürstenberg, an die Landgrafschaft Leuchtenberg und an die Grafen von Oettingen-Baldern. Die beiden letzteren Herrschaften verkauften ihre Anteile 1642 an den bayerischen Kurfürsten Maximilian I. 1648 wurde das Städtchen Wiesensteig von schwedischen Soldaten am Ende des Dreißigjährigen Krieges beinahe völlig niedergebrannt.
Die Fürsten von Fürstenberg veräußerten ihren Anteil 1752 ebenfalls an den Kurfürsten von Bayern, der daraufhin im Schloss die Wohnung und den Amtssitz des Vogts einrichten ließ. Durch die Mediatisierung beim Reichsdeputationshauptschluss kam die Grafschaft staatsrechtlich an Bayern. Durch einen Gebietstausch kam das Gebiet (3 Quadratmeilen mit 6000 Einwohnern, umfassend die Stadt Wiesensteig, den Markt Deggingen und einige kleinere Dörfer) mit der Rheinbundakte 1806 an das Königreich Württemberg.
Das Schloss diente bis 1810 als Sitz des Oberamts Wiesensteig, bevor es Teil des Oberamts Geislingen wurde. Im Jahr 1812 wurden drei Flügel des ungenutzten Schlosses abgerissen, nur der sogenannte Fürstenbergische Flügel blieb bestehen.